# Jean Collery
Jean Collery, né le 1er juillet 1922 à Aÿ et mort le 18 mars 1976 à Tours-sur-Marne, est un homme politique français, ancien sénateur de la Marne.

## Biographie
Né le 1er juillet 1922 à Aÿ, Jean Collery devient viticulteur après des études au collège Saint-Jean-Baptiste de La Salle, à Reims. Réquisitionné par le STO durant la guerre, il s'échappe durant la déroute allemande de 1945.
En 1947, il est élu conseiller municipal d'Aÿ, en tant que membre du MRP. Onze ans plus tard, il devient conseiller général du canton d'Ay puis maire d'Aÿ-Champagne l'année suivante. Il fut également conseiller régional de Champagne-Ardenne à compter de 1974.
Élu comme suppléant de Roger Menu, aux élections sénatoriales de 1965, il succède à celui-ci en 1970, lorsque le maire d'Épernay décède. Membre du groupe  Union centriste des démocrates de progrès, il est réélu en 1974. Puis il prend la présidence du Parc naturel régional de la Montagne de Reims.
Le 18 mars 1976, Jean Collery décède à la suite d'un accident de la route, entre Aÿ et Châlons. C'est Alain Poher qui prononça son éloge funèbre.
Il est inhumé à Ay.